# 逃离塔科夫
《逃离塔科夫》是一款由俄罗斯工作室Battlestate Games使用Unity游戏引擎开发、运行于Windows平台的独立戰術（tactical）第一人称射击（FPS）游戏。 
游戏设定中，两个私营军事公司（联合安保USEC和遭遇战斗突击团BEAR）在俄罗斯西北部一处名叫诺文斯克的虚构经济特区发生战斗。玩家可以选择扮演两个阵营的PMC或是作为拾荒者（Scavenger，游戏内简称SCAV）加入战局，游戏目标则是从地图中搜刮物资、擊殺敌人并在特定的撤離點回到藏身處。 
该游戏的封闭Alpha测试开始于2016年8月4日。Beta测试自2017年7月27日至今在进行中，当前版本号为0.16。

## 概要

### 游戏背景
《逃离塔科夫》的故事发生于虚构的俄罗斯西北部“诺文斯克经济特区”，這裡是連通俄羅斯和歐洲的貿易橋樑。為了吸引大型跨國企業落戶，該地區推出了許多優惠政策，但同时也引來了一些動機不純的企業。塔科夫市本是該地區發展最好的城市之一，但隨著一家跨大西洋企業進駐，醞釀出了一場政治醜聞。2015年，当地政府的政治丑闻和腐败相继被揭露，塔科夫市社会秩序崩溃，俄罗斯联邦和科技巨头“泰拉集团”为了争夺利益使用雇佣兵在诺文斯科特区大打出手，随着时间的推移，地区局势越来越复杂。塔科夫战火不断，人心惶惶；当地百姓大多纷纷逃离这座城市，而部分人却选择留下来想在乱世中趁机图谋私利。被迫接受现实后，野蛮的塔科夫当地人集结成一个个装备精良的武装集團，开始了这座城市的割据之争。如今的塔科夫已经四分五裂成几个地区，分别由不同的集團控制。贪婪的雇佣兵目无法纪，为了利益不择手段，常常会杀害残留的市民，两家私人军事公司也不断发生正面冲突。   
截至0.16版本，玩家可在塔科夫城区附近探索游玩10个地区（即游戏内地图）：海岸线、海关、工厂、森林、储备站、立交橋、燈塔、塔科夫街區、中心区和实验室。通过游戏内地图可以得知，游戏内的最后一张地图为尚未开放的「码头」。
游戏现在已具有地图间旅行功能，玩家可在不同的地图前往类似撤离点的地点转移当前携带的部分物品至藏身处，并将角色移动至其它地图，如同在主菜单中正常加入战局。

### 阵营
两家私人军事公司是此地区最活跃的武装力量，他们分别受雇于两个一开始就对立的阵营。
玩家可以在游戏中选择成为某个PMC阵营中的一员： 
1. 联合安保（United Security，USEC）：USEC的总部位于英国。目前受雇于臭名昭著的 Terra Group 跨国集团，大肆参与武装斗争，妨碍当地政府对 Terra Group 开展的调查工作。此外，据情报显示，USEC 还为这家外国公司的非法工作和研究提供武装掩护。 [7]
2. 遭遇战突击团（Battle Encounter Assault Regiment，BEAR）：据称由俄罗斯政府下令成立，受雇于地区官员，目的是寻找证据，揭露 Terra Group 的非法行径。[8]

计划中，两个阵营除了一些共有的技能，还会拥有一些独特技能以及独特的外观（后者现已实装）。根据游戏内文件，USEC的玩家有关于使用北约/西方国家武器、轻型护甲和交易方面的独特技能，而BEAR玩家则专注于AK系列步枪、重型护甲和突击类技能。 
另一支既可供玩家体验，又大多数时候作为NPC存在的阵营是“拾荒者”（Scavs），他们是滞留在当地的好战居民、叛逃PMC或是前政府、军队成员，对BEAR和USEC都怀有敌意。 
在Scav中还存在两个子阵营：Scav Raiders（前PMC成员）和Scav Bosses。它们是生成在特定位置的精英NPC，其装备、血量都比普通的Scavs甚至玩家PMC更优秀，且具有不同于一般Scav的AI行为，击败他们有机会获得特殊的装备。  

## 游戏玩法
《逃离塔科夫》的开发人员希望制作一款硬派且拟真的第一人称射击角色扮演大型多人在线游戏。  目前，《逃离塔科夫》为玩家提供了多种游戏模式：在线的PMC突袭，SCAV突袭  ，“训练”模式及PVE的多人突袭模式。这些模式玩家均可以选择单人或组队游玩。一局游戏被称为一次“战局”，进入游戏则被称为“突袭开始”。 
战局开始时，玩家从所选地图的随机出生点进入地图， 地图的某些固定地点被称为「撤离点」，每个玩家在每个战局中的撤离点不尽相同，通常玩家的撤离点会被设置在地图的另一端。这些「撤离点」可以供玩家撤出战局，并回到藏身处。在战局中，PMC（玩家）可能需要和其他PMC、由玩家操控的Scav角色和由AI控制的Scav角色战斗、搜索地图中的物资、完成一系列由游戏内NPC商人给予的任务。当玩家控制的角色被击杀、在时间结束后没有成功撤离或是活着到达撤离点并完成撤离倒计时，视为一次战局结束并进行结算。如果玩家是由于成功撤离而结束的战局，在地图上找到的如武器装备、交易物资等战利品将可以存储在藏身处以供使用或是卖给商人和跳蚤市场中其他玩家并获得货币。  
无论以何种方式，只要玩家在战局中死亡，除了放入安全箱的物品，佩戴的近战武器及臂章，带入战局的所有物品将会全部丢失。相对应，玩家可以通过在商人处为自己的装备购买“保险”来为自己的装备提供一定程度的保障——只要投保的物品在战局结束时没有被带走，它们就会在一段时间后通过商人返回给玩家。
如前所述，玩家也可以在突袭中使用Scav角色进入战局。Scav角色的存亡不会对玩家主角色（下称PMC角色）产生任何影响，但Scav撤离后带出的物资玩家可以尽数获得到自己的仓库。无论玩家Scav是否死于战局，Scav模式都将会进入短暂的冷却当中。
在战局外，玩家可以将战利品出售给游戏中的商人或其他玩家来获取卢布、欧元或美元中的一种货币，或直接换取其它物品。这些交易者同时提供玩家战局内外的任务，完成任务可以提高玩家在商人处的信誉、获取任务奖励、解锁商人的新商品和新任务。 此外，玩家还可以升级“藏身处”——游戏中PMC角色居住的防空洞。升级藏身处可以为玩家提供战局内外的属性增益、某些物资的制作能力以及进行枪械测试的空间等新的游戏功能。

### 战斗
玩家可以使用加装各种配件的各种武器——手槍、衝鋒槍、突击步枪、精確射手步槍、狙击步枪、轻机枪，甚至是自动榴弹发射器。不同于一般的射击游戏，《逃离塔科夫》中的武器射击过程会受到射击距离、子弹的外弹道性能、武器精度与耐久以及加装在武器上的不同配件的影响。 为了达到拟真的效果，战局中的UI没有实时弹药存量指示、小地图等辅助指示信息，全部如同真实战场一样，如需要拔出弹匣来查看弹药存量，将子弹逐颗装入弹匣并放入口袋与弹挂以准备换弹等。
《逃离塔科夫》中最为特别的是它的伤害计算方式。与传统的全身“健康值”不同，《逃离塔科夫》中不同身体区域具有相对独立的“健康值”，遭受不同武器、不同弹药的攻击后，不仅会产生健康值的损失，还会根据武器与弹药的数据被施加不同的负面状态（如失血、骨折、耳鸣或头晕等）。对同种武器及其弹药造成的伤害，玩家应对不同方式、穿戴的不同装备也会带来不同的伤害减免效果。相对应的，玩家有可能使用更强力弹药（如穿甲弹或全威力弹）来针对更厚重的护甲，也可以使用较弱弹药多次攻击护甲来使护甲的耐久降低，从而最终穿透护甲。 
当前游戏中的护甲系统为分部位计算防护等级与耐久度，且具有防弹插板系统——可以在几乎任何护甲中替换独立的等级不一的防弹插板，且在遭受攻击时主要减少防弹插板而非护甲内衬的耐久度。
有评论指出《逃离塔科夫》中的战斗方式与波西米亚互动工作室（Bohemia Interactive）出品的ARMA系列游戏有相同之处。

## 开发过程
《逃离塔科夫》立项于2012年， Battlestate Games首席开发者Nikita Buyanov和他的部分开发人员在Absolutsoft工作时开发了《契约战争》，这为他们后来开发《逃离塔科夫》提供了不少经验。《逃离塔科夫》和《契约战争》都使用了已经停止开发的电子游戏《俄罗斯2028》的背景设定。
Nikita称公司一些员工具有现实世界中的军事背景：他说自己的其中一名员工曾是俄罗斯特种部队的幹员。

## 游戏发售
《逃离塔科夫》使用传统的买断方式进行授权，没有任何F2P或微交易元素。游戏有可能在正式发布后上架Steam，将来还计划推出更多DLC。
游戏目前所处的抢先体验阶段共有四个可购买版本，与廉价版本相比，较为昂贵的版本拥有更多的起始装备，更高的基础仓库等级与商人好感度等；四个版本分别叫做：标准，迷失，准备逃生和闻所未闻。自2024年1月起，《逃离塔科夫》已下架黑暗边境版本，并于同年四月一次更新上架“Standard Edition”版本。 
2016年8月4日，《逃离塔科夫》的Alpha测试开启，随后在2016年12月28日，Battlestate宣布开始游戏的扩展Alpha测试阶段，网站上则上线了四种不同的预购版本，其中“黑暗边境”版预购玩家有权参与Alpha测试。所有测试玩家都签署了保密协议（NDA），2017年3月24日之前只有少数官方认可的玩家可以在流媒体平台分享自己的游戏影片。
该游戏于2017年7月27日进入Beta测试版，此阶段购买了任何预售版本的玩家都可以进入游戏体验，并且在Alpha测试期间购买此游戏的玩家，会获得专属臂章。截至2023年10月24日，本游戏仍处于测试阶段。

## 争议
- 在2016年的一次采访中，开发者Pavel Dyatlov称因为“ ...女性无法承受如此大的压力，塔科夫只有非常坚强的男人才能容身。”，游戏中不会有女性角色。[30]2020年，开发组就此看法道歉，并解释无法添加女性角色是因为女性与游戏背景设定不符，且游戏动作、装备穿着的建模适配需要大量额外的人工。
- 逃离塔科夫在2024年4月25日发布了《闻所未闻》版本，且具有专属内容。这导致了对《黑暗边缘》版本玩家承诺"免费获得后续所有DLC"的违约。Battlestate Games（BSG）被指控滥用YouTube的DMCA系统来删除关于《逃离塔科夫》的负面影片：YouTube用户Eroktic发布影片指责Battlestate Games泄露用户信息，Battlestate Games随后使用DMCA下架了其发布的47部影片。这些影片中的两条被打上“传播虚假信息”标签，其余则是传播“负面炒作”。[31]